# 高潭
高潭（537年—580年），字子澈，南北朝北齐、北周官员，渤海郡蓨县人，高季式的儿子。
齐文宣帝时，高潭任挽郎。560年（乾明元年），常山王高演为丞相，高潭作为其霸府的参軍事，嗣爵乘氏县開国子。转任并州騎兵参軍事，提升为太子洗馬，受位伏波将軍、散騎侍郎。母亲去世，他丁忧辞職。再起担任琅邪王大司馬从事郎，加位平西将軍，转任司州成安县令。北齐末年担任儀同三司。北周滅北齐，高潭在北周担任殄寇将軍、陽安县令。580年（大象二年）九月十三日，在官寺去世，享年四十四岁。973年4月，河北省景县野林庄乡大高義村发现高潭夫妇墓。